# Заболотье (Островский район)
Заболотье — деревня в Островском районе Псковской области. Входит в состав Островской волости.

Расположена в 14 км к юго-востоку от центра города Остров.
| 2001 | 2002 | 2010 | 2013 |
| ---- | ---- | ---- | ---- |
| 0    | →0   | →0   | →0   |

## История
В Писцовых Книгах 1585-87 гг.. говорится о Заболотцкой губе Островского уезда с центром в деревне Заболотье.
Деревня до апреля 2015 года входила в состав ныне упразднённой Городищенской волости района.